# Zemiansky diel
Zemiansky diel (758 m) – szczyt Pogórza Orawskiego na Słowacji. Znajduje się w długim, wałowatym wzniesieniu oddzielającym dwie jego podjednostki; Veličnianską kotlinę od Rowu Podchoczańskiego. Północno-zachodnie stoki Zemianskiego diela opadają do doliny Orawy, północno-wschodnie do doliny potoku Trsteník, południowo-zachodnie do doliny Žaškovskiego potoku, którą biegnie Rów Podtatrzański. Wzniesienie Zemiansky diel jest w większości bezleśne, zajęte przez pola wsi Žaškov.